# Hôtel Mencey
L'Hôtel Mencey (dont le nom officiel est Iberostar Grand Hôtel Mencey) est un hôtel 5 étoiles situé à Santa Cruz de Tenerife dans les Îles Canaries. L'hôtel se trouve dans le quartier des Mimosas et est mitoyen au parc García Sanabria.

## Histoire
C'est le capitaine général des Canaries Francisco García Escámez qui a projeté la construction d'un grand hôtel à Santa Cruz. Pour cela ont été achetés en 1945 près de 13 000 m² de terrains pour sa construction. L'architecte désigné pour le projet était Enrique Rumeu de Armas.
En 1949, l'Hôtel Mencey a commencé à recevoir à ses premiers clients, mais n'était pas terminé. L'inauguration a eu lieu le 8 avril 1950, l'hôtel étant alors cédé au Conseil municipal Insulaire de Tenerife. Depuis son inauguration, l'hôtel a été agrandi et modifié à diverses reprises, étant toujours l'unique hôtel 5 étoiles de Santa Cruz de Tenerife.
L'hôtel a dû fermer entre 1987 et 1989, en raison d'une profonde crise. Il est propriété du Conseil municipal de Tenerife et depuis 2011 est géré par chaîne hôtelière Iberostar.

## Célébrités
Parmi les personnalités qu'il a accueilli, on peut citer : le roi Juan Carlos Ier, le roi Felipe VI, les artistes Celia Cruz, Joan Miró, Rafael Alberti et José Saramago. Y ont aussi séjourné des acteurs d'Hollywood comme Richard Burton, Elizabeth Taylor, Sophia Loren, Matt Damon et Alonso Simancas.

## Source de traduction
- (es) Cet article est partiellement ou en totalité issu de l’article de Wikipédia en espagnol intitulé « Hotel Mencey » (voir la liste des auteurs).